# Pia Greiten
Pia Greiten (Ostercappeln, 18 de fevereiro de 1997) é uma remadora alemã.

## Carreira
Em 2016, ela ficou em sexto lugar entre os oito do Campeonato Mundial Sub-23. No Mundial Sub-23 de 2017, ela competiu no double scull junto com Tina Christmann, Franziska Kampmann e Michaela Staelberg e conquistou a medalha de bronze. Em 2018 competiu no double sculls do Mundial Sub-23, onde conquistou a medalha de prata junto com Leonie Menzel. Em 2019 ela recomeçou no double scull com Leonie Menzel. Os dois ficaram em 15º lugar no Campeonato Mundial em Linz-Ottensheim. No Campeonato Europeu de 2020, ela ficou em sexto lugar no single sculls, após vencer a bateria e as semifinais. Na fase preliminar ela derrotou, entre outros, a futura campeã europeia e atual campeã mundial Sanita Pušpure.
Nos Jogos Olímpicos de Verão de 2024, em Paris, conquistou a medalha de bronze na competição de skiff quádruplo feminino, ao lado de Maren Völz, Tabea Schendekehl e Leonie Menzel com o tempo de 6:19.70.